# أوكغروف (تشيشير)
أوكغروف (بالإنجليزية: Oakgrove, Cheshire)‏ هي قرية تقع في المملكة المتحدة في شمال غرب إنجلترا.